# Anagyrinus atavus
Anagyrinus atavus là một loài bọ cánh cứng trong họ van Gyrinidae. Loài này được Heer miêu tả khoa học năm 1865.